# Alisson Becker
Alisson Ramses Becker (Novo Hamburgo, 2 oktober 1992) - alias Alisson - is een Braziliaans voetballer die als doelman speelt. Hij verruilde AS Roma in juli 2018 voor Liverpool. Dat betaalde circa €75.000.000,- voor hem, exclusief bonussen. Alisson debuteerde in 2015 in het Braziliaans voetbalelftal. Zijn oudere broer Muriel Gustavo Becker is eveneens betaald voetballer.

## Clubcarrière
Alissons voorouders waren Duitse immigranten, afkomstig uit de Hunsrück, een laaggebergte in de Duitse deelstaat Rijnland-Palts en Saarland, die zich in de 19de eeuw vestigden in deze regio.

### SC Internacional
Alisson sloot zich als tienjarige aan bij SC Internacional. Hij doorliep de jeugdopleiding van de club uit Porto Alegre en belandde in 2013 bij de selectie van het eerste elftal, waar hij de concurrentie won van oud-international Dida en zijn oudere broer Muriel Gustavo Becker, die later ging spelen bij het Portugese Belenenses.
Hij debuteerde voor Internacional op 17 februari 2013 in de Campeonato Gaúcho, tegen EC Cruzeiro. Zijn Série A-debuut volgde op 25 augustus 2013, tegen Goiás EC. Alisson maakte op 18 februari 2015 vervolgens zijn debuut in de Copa Libertadores, tegen het Boliviaanse The Strongest. In dit seizoen kreeg Alisson steeds meer speeltijd. Hij maakte drie seizoenen af bij Internacional en eindigde in die jaren op achtereenvolgens de dertiende, derde en vijfde plaats in de Série A. Alisson speelde in totaal 56 wedstrijden voor de Braziliaanse club en Alisson incasseerde in deze wedstrijden 59 doelpunten.

### AS Roma
Alisson tekende in juli 2016 een contract tot medio 2021 bij AS Roma, de nummer drie van Italië in het voorgaande seizoen. Dat betaalde circa €8.000.000,- voor hem aan Internacional. Alisson debuteerde voor AS Roma op 17 augustus 2016 in een kwalificatie-wedstrijd voor de Champions League tegen FC Porto. In zijn eerste seizoen bij AS Roma keepte Alisson de wedstrijden in de Europa League en de Coppa Italia, en was hij in de Serie A tweede keus achter Wojciech Szczesny. De Poolse keeper vertrok in de zomer van 2017 naar Juventus, waarna Alisson in het seizoen 2017/18 uitgroeide tot de onbetwiste nummer één onder de lat bij de Romeinen. Hij bekroonde zijn Serie A-debuut tegen Atalanta Bergamo in augustus 2017 door de nul te houden. AS Roma bereikte de halve finale van de Champions League, waarin het werd uitgeschakeld tegen Liverpool. Alisson werd tweede in de verkiezing van de UEFA over de Champions League Keeper van het Seizoen. De Braziliaan kwam tot 64 wedstrijden voor de Italiaanse club, waarin Roma 66 doelpunten tegen kreeg. In Rome werd Alisson sinds zijn komst "De Duitser" genoemd.

### Liverpool
Alisson tekende in juli 2018 een contract tot medio 2024 bij Liverpool. Dat betaalde circa €62.500.000,- voor hem, exclusief bonussen. Dit maakte hem de duurste doelman aller tijden, tot Chelsea drie weken later €80.000.000,- betaalde voor Kepa Arrizabalaga. Alisson debuteerde bij Liverpool tegen West Ham United en hield in deze wedstrijd de nul. Liverpool werd slechts één keer verslagen in de Premier League en pakte 97 punten, maar moest toch de titel aan Manchester City laten. De 21 clean sheets die Alisson had gehouden in het seizoen 2018/19 in de Premier League was het meeste aantal clean sheets in een Premier League-seizoen van een Liverpool-keeper en Alisson won de Golden Glove, de prijs voor de Premier League-keeper met de meeste clean sheets. Alisson won in zijn debuutseizoen de zesde Champions League in de geschiedenis van Liverpool. Alisson was met een late redding tegen Napoli belangrijk bij het kwalificeren voor de knock-outfase en hield de nul in de finale tegen Tottenham Hotspur. Alisson werd uitgeroepen tot beste keeper van het Champions League-seizoen door de UEFA.
Liverpool begon het seizoen 2019/20 met de Community Shield tegen Manchester City. In de strafschoppenreeks hield Alisson geen penalty tegen en Manchester City ging er met de prijs vandoor. In de eerste Premier League-wedstrijd van het seizoen, tegen Norwich City, raakte Alisson geblesseerd, waardoor hij twee maanden niet mee kon doen. Daardoor miste hij de UEFA Super Cup, die Liverpool na strafschoppen won van Chelsea. Op 30 november 2019 kreeg Alisson een rode kaart tegen Brighton & Hove Albion nadat hij de bal met zijn handen aanraakte buiten het 16 meter-gebied. Op 21 december 2019 won Liverpool voor het eerst in haar historie het WK voor clubs. De finale werd na verlenging gewonnen van Flamengo. Alisson hield de nul. Alisson eindigde op de zevende plek voor de Ballon d'Or van 2019 en won op dezelfde avond de Yashin Trophy voor beste doelman van de wereld. Dat seizoen stond Liverpool vanaf speelronde 2 tot het einde eerste in de Premier League en werd het voor het eerst sinds de invoering van de Premier League in 1992 kampioen. In alle competities hield Alisson dat seizoen 17 keer de nul.
Op 16 mei 2021 maakte Alisson zijn eerste doelpunt uit zijn carrière. Tegen West Bromwich Albion moest Liverpool winnen in strijd om Champions League-voetbal. In de 95'ste minuut kwam hij bij een corner van Trent Alexander-Arnold mee naar voren om de winnende 1-2 te maken. Hij was de eerste Liverpool-keeper die in een officiële wedstrijd scoorde en de zesde doelman die scoorde in de Premier League, na Peter Schmeichel, Brad Friedel, Paul Robinson, Tim Howard en Asmir Begović.
Op 4 augustus 2021 tekende Alisson bij tot de zomer van 2027. Op 15 mei won Alisson met Liverpool de FA Cup door in de finale Chelsea te verslaan op penalty's. Nadat Alisson de penalty van Mason Mount keerde, schoot Kostas Tsimikas de winnende binnen. Een iconische quadruple was lang in zicht, maar hoewel het beide bekers won, werd het tweede in de Premier League en verloor het de Champions League-finale van Real Madrid met 1-0, door een goal van Vinícius Júnior.
Op 16 oktober 2022 gaf Alisson tegen rivaal Manchester City een assist op de enige goal van de wedstrijd van Mohamed Salah. Daarmee werd Alisson de keeper met de meeste goalcontributies in de Premier League (één goal, drie assists). Alisson hield op 6 mei 2023 voor de 100'ste keer de nul voor Liverpool. Liverpool werd dat seizoen vijfde, maar Alisson werd geprezen als de belangrijkste speler voor Liverpool dat seizoen.

## Clubstatistieken
| Seizoen     | Club             | Competitie     | Competitie | Competitie | Beker | Beker | Internationaal | Internationaal | Overig | Overig | Totaal | Totaal |
| Seizoen     | Club             | Competitie     | Wed.       | Dlp.       | Wed.  | Dlp.  | Wed.           | Dlp.           | Wed.   | Dlp.   | Wed.   | Dlp.   |
| ----------- | ---------------- | -------------- | ---------- | ---------- | ----- | ----- | -------------- | -------------- | ------ | ------ | ------ | ------ |
| 2013        | SC Internacional | Série A        | 6          | 0          | 2     | 0     | —              | —              | —      | —      | 8      | 0      |
| 2014        | SC Internacional | Série A        | 11         | 0          | 0     | 0     | —              | —              | 14     | 0      | 25     | 0      |
| 2015        | SC Internacional | Série A        | 26         | 0          | 4     | 0     | 12             | 0              | —      | —      | 42     | 0      |
| 2016        | SC Internacional | Série A        | 1          | 0          | 0     | 0     | 0              | 0              | 3      | 0      | 4      | 0      |
| Club totaal | Club totaal      | Club totaal    | 44         | 0          | 6     | 0     | 12             | 0              | 17     | 0      | 79     | 0      |
| 2016/17     | AS Roma          | Serie A        | 0          | 0          | 4     | 0     | 11             | 0              | —      | —      | 15     | 0      |
| 2017/18     | AS Roma          | Serie A        | 37         | 0          | 0     | 0     | 12             | 0              | —      | —      | 49     | 0      |
| Club totaal | Club totaal      | Club totaal    | 37         | 0          | 4     | 0     | 23             | 0              | 0      | 0      | 64     | 0      |
| 2018/19     | Liverpool        | Premier League | 38         | 0          | 0     | 0     | 13             | 0              | —      | —      | 51     | 0      |
| 2019/20     | Liverpool        | Premier League | 29         | 0          | 0     | 0     | 7              | 0              | 1      | 0      | 37     | 0      |
| 2020/21     | Liverpool        | Premier League | 33         | 1          | 1     | 0     | 7              | 0              | 1      | 0      | 42     | 1      |
| 2021/22     | Liverpool        | Premier League | 36         | 0          | 5     | 0     | 13             | 0              | 0      | 0      | 54     | 0      |
| 2022/23     | Liverpool        | Premier League | 37         | 0          | 2     | 0     | 8              | 0              | 0      | 0      | 47     | 0      |
| 2023/24     | Liverpool        | Premier League | 21         | 0          | 2     | 0     | 1              | 0              | 0      | 0      | 24     | 0      |
| Club totaal | Club totaal      | Club totaal    | 194        | 1          | 10    | 0     | 49             | 0              | 2      | 0      | 255    | 1      |
| Totaal      | Totaal           | Totaal         | 275        | 1          | 20    | 0     | 84             | 0              | 19     | 0      | 398    | 1      |

## Interlandcarrière

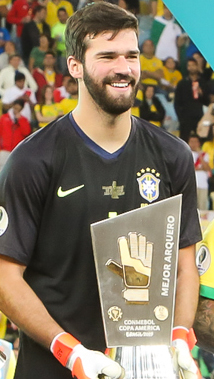
Alisson met de prijs voor beste keeper van de Copa América.

Alisson won in 2013 met Brazilië –20 het Toulon Espoirs-toernooi, samen met onder anderen Rafinha, Danilo en Talisca. Hij kreeg in augustus 2015 van bondscoach Dunga een uitnodiging voor Brazilië voor oefeninterlands tegen Costa Rica en de Verenigde Staten. Hij bracht die door als reservedoelman, achter eerste keus Marcelo Grohe. Alisson maakte op 14 oktober 2015 zijn interlanddebuut, in een met 3–1 gewonnen kwalificatiewedstrijd voor het WK 2018 thuis tegen Venezuela. Dunga gebruikte hem een jaar later als eerste doelman op de Copa América Centenario, zijn eerste eindtoernooi. Brazilië werd in de groepsfase uitgeschakeld. Alisson bleef daarna ook basisspeler onder bondscoach Tite, die Dunga in 2016 opvolgde. Alisson stond in alle wedstrijden op doel toen Brazilië de kwartfinale haalde op het WK 2018. Alisson was ook de eerste doelman toen Brazilië de Copa América 2019 won. Brazilië won de finale met 3-1 van Peru en het doelpunt van Peru was het enige doelpunt dat Alisson dat toernooi incasseerde. Alisson werd verkozen tot beste doelman van het toernooi.

## Erelijst als speler
| Competitie            |               |                        |               |               |
| Competitie            | Aantal        | Jaren                  |               |               |
| Internacional         | Internacional | Internacional          | Internacional | Internacional |
| --------------------- | ------------- | ---------------------- | ------------- | ------------- |
| Campeonato Gaúcho     | 4x            | 2013, 2014, 2015, 2016 |               |               |
| Liverpool             |               |                        |               |               |
| FIFA Club World Cup   | 1x            | 2019                   |               |               |
| UEFA Champions League | 1x            | 2018/19                |               |               |
| UEFA Super Cup        | 1x            | 2019                   |               |               |
| Premier League        | 2x            | 2019/20, 2024/25       |               |               |
| EFL Cup               | 1x            | 2021/22                |               |               |
| FA Cup                | 1x            | 2021/22                |               |               |
| FA Community Shield   | 1x            | 2022                   |               |               |

| Competitie            | Winnaar  | Winnaar  | Runner-up | Runner-up | Derde    | Derde    |
| Competitie            | Aantal   | Jaren    | Aantal    | Jaren     | Aantal   | Jaren    |
| Brazilië              | Brazilië | Brazilië | Brazilië  | Brazilië  | Brazilië | Brazilië |
| --------------------- | -------- | -------- | --------- | --------- | -------- | -------- |
| CONMEBOL Copa América | 1x       | 2019     |           |           |          |          |